# ジョン・ヘイ
ジョン・ミルトン・ヘイ（英語: John Milton Hay, 1838年10月8日 - 1905年7月1日）は、アメリカ合衆国の政治家、外交官、作家、ジャーナリスト。1898年から1905年まで、ウィリアム・マッキンリー、セオドア・ルーズベルト両大統領の下で第37代アメリカ合衆国国務長官を務めた（在職死）。中国に関する「門戸開放宣言」を発表して、帝国主義政策を推進した。

## 生い立ちと経歴
ヘイはインディアナ州セーレムに生まれる。1858年にブラウン大学を卒業した後、エイブラハム・リンカーンの秘書としてその経歴が始まった。彼の日記および南北戦争中に著した書籍は歴史の基礎的資料である。彼はリンカーンによるビクスビー未亡人（南北戦争で息子たちを亡くした）への手紙の本当の作者として考えられている。リンカーンがフォード劇場で狙撃されたとき、ヘイはその場に居合わせた。ヘイは同僚の秘書、ジョン・G・ニコレイと共に10巻に及ぶリンカーンの伝記(1890年、出版)を著した。1897年に友人であったウィリアム・マッキンリーが大統領に就任すると、ヘイは駐イギリス大使に任命される。1898年8月には国務長官に任命され、米西戦争の講和条約であるパリ条約(1898年)の締結に尽力した。
マッキンリーの死後、ルーズベルトが大統領職を引き継いだ後もヘイは国務長官として、中米政策に重要な役割を果たした。駐イギリス大使の経験から親イギリス路線を執り、両国間の相互理解を深めた。そして、パナマ運河建設の障害となっていたクレイトン・ブルワー条約に替わり、1901年11月にイギリスとの間にヘイ・ポーンスフット条約を締結した。この条約により、アメリカはパナマ地峡の運河を建設・運営・保護に関する同意を得た。1903年、ワシントン駐在のコロンビア代理大使との間に、運河地帯を100年契約で賃貸するヘイ・エルラン条約を調印することになったが、経理上の問題と主権の譲渡に不満のあったコロンビア議会は、これを批准しなかった。手詰まりな状況に、パナマ地峡をコロンビアから離脱・独立させようという企てがパナマの内外から持ち上がり、1903年11月のパナマ独立戦争に艦隊を送り支援した。そして、独立したパナマ政府と実質的な主権を放棄した永代賃借の条約を結んだ。

## 門戸開放宣言
日清戦争で日本に敗れた清朝は、その弱体化を世界に暴露することとなってしまった。すると欧州列強は、早速中国分割に乗り出した。
そんな中、広大な領土を持つアメリカはその内部の統治のために列強の分割競争に乗り遅れ、1899年、アメリカ国務長官ジョン・ヘイが中国に関して、門戸開放・機会均等・領土保全の三原則（ジョン・ヘイの三原則）を中国に進出しているヨーロッパ列強に対して示した。
貿易活動において、中国市場に割り込むことが目的だった。

## 晩年
1904年にヘイはアメリカ芸術文学アカデミーの最初の会員7名のうちの一人となる。1905年に彼は死去し、遺体はオハイオ州クリーブランドのレイクビュー墓地に埋葬された。
ヘイはセオドア・ルーズヴェルト大統領に宛てた手紙で米西戦争を「素晴らしい小さな戦争」と評したことで有名である。彼はまたゴア・ヴァイダルの歴史小説『Lincoln』『Empire』に現れる。 
ブラウン大学のジョン・ヘイ図書館はジョン・ロックフェラー2世によって1964年に建造され、1910年から集められたコレクションが収蔵された。1971年に物理化学書がニュー・サイエンス図書館へ移され、ジョン・ヘイ図書館はもっぱら特別コレクションのための収蔵所となった。